# Let’s Just Call It Love
A Let's Just Call It Love című dal Lisa Stansfield brit énekes-dalszerző első kimásolt kislemeze a Face Up című stúdióalbumról. A dalt Stansfield, Ian Devaney és Richard Darbyshire írták. A dal pozitív értékelést kapott a zenekritikusoktól. Dicsérték a dalt a szokatlan 2-step garage stílusa által, mely szokatlan volt, de kalandos bevezető slágerré tette.
A dalhoz készült videót Howard Greenhalgh rendezte. A CD kislemez tartalmazza a "More Than Sex" című dalt is, mely albumon nem szerepel. A "Let's Just Call It Love" című dalhoz készült remixeket a Dream TEEM, k-Warren, a Bass City Rollaz, és a DYNK készítették. A dal 44. helyezést ért el Olaszországban, és 48. lett az Egyesült Királyságban. A dal felkerült a Biography: The Greatest Hits című válogatásalbumra is.
A 2014-ben megjelent "Face Up" deluxe kiadására felkerültek a dal remixei, valamint szerepel a "People Hold On...The Remix Anthology" című kiadványon is, ideértve Devaney korábban kiadott Feel It Mixét is. A "Let's Just Call It Love" és a "More Than Sex" című dalok felkerültek a "The Collection 1989-2003" című lemezre is.

## Számlista
| UK CD single 1. "Let's Just Call It Love" (Edit) – 3:59 2. "More Than Sex" – 5:01 Európai CD maxi-single 1. "Let's Just Call It Love" (Edit) – 3:59 2. "More Than Sex" – 5:01 3. "Let's Just Call It Love" (Dreemhouse Radio Mix) – 3:35 4. "Let's Just Call It Love" (Silk Cut Mix) – 5:38 UK CD maxi-single 1. "Let's Just Call It Love" (Edit) – 3:59 2. "Let's Just Call It Love" (Dreemhouse Radio Mix) – 3:35 3. "More Than Sex" – 5:01 | UK 12" single 1. "Let's Just Call It Love" (Dreemhouse Remix) – 4:36 2. "Let's Just Call It Love" (K Warren Vocal) – 6:14 3. "Let's Just Call It Love" (Bass City Rollaz Dub) - 5:52 4. "Let's Just Call It Love" (DYNK Vocal) – 6:12 Európai /UK promóciós CD single 1. "Let's Just Call It Love" (Original Vocal Mix) – 5:32 2. "Let's Just Call It Love" (Silk Cut Mix) – 5:38 3. "Let's Just Call It Love" (K Warren Full Vocal Mix) – 6:14 4. "Let's Just Call It Love" (K Warren Dub Mix) – 6:08 5. "Let's Just Call It Love" (DYNK Vocal Mix) – 6:12 6. "Let's Just Call It Love" (DYNK Bring Me Dub) – 5:55 7. "Let's Just Call It Love" (Bass City Rollaz Rollin' Dub) – 5:52 8. "Let's Just Call It Love" (Magic Mix 7" Radio Edit) – 3:37 9. "Let's Just Call It Love" (Magic Mix Full Extended Mix) – 4:36 Egyéb remix 1. "Let's Just Call It Love" (Feel It Mix) – 7:42 |

## Slágerlista
| Slágerlista (2001)                    | Legjobb helyezés |
| ------------------------------------- | ---------------- |
| Olaszország (FIMI)                    | 44               |
| Skócia (Scottish Singles Top 40)      | 72               |
| Spain Radio (PROMUSICAE)              | 30               |
| Svájc (Schweizer Hitparade)           | 84               |
| Egyesült Királyság (UK Singles Chart) | 48               |